# Clitoria
Clitoria es un género de plantas con flores  perteneciente a la familia Fabaceae. Se da en casi todas en las regiones tropicales, pero sobre todo en América. Comprende 178 especies descritas y de estas, solo 64 aceptadas.

## Descripción
Las hojas son pinnadas y las flores nacen aisladas o en pequeños racimos. Aunque su estructura floral es de tipo leguminosa, las flores se presentan invertidas, con el pétalo de la quilla en la parte superior, en lugar de en la inferior, de modo que el polen se deposita en la espalda de los insectos, en vez de hacerlo en el abdomen.

## Usos
Las raíces de Clitoria ternatea se utilizan en la medicina ayurvédica.

## Taxonomía
El género fue descrito por Carlos Linneo y publicado en Species Plantarum 2: 753.
Etimología
Clitoria: nombre genérico que hace referencia a su parecido con un clítoris. A los botánicos del siglo XVIII como Linneo (que bautizó este género), no les preocupaba tanto como a los actuales nombrar las plantas por su parecido a partes íntimas de la anatomía humana y Clitoria es uno de esos casos.

## Especies seleccionadas
- Clitoria andrei Fantz
- Clitoria acuminata Benth.
- Clitoria alabamensis Bertol.
- Clitoria alba G.Don
- Clitoria albiflora Mattei
- Clitoria amazonum Mart. ex Benth.
- Clitoria amoena Miq.
- Clitoria andrei Fantz
- Clitoria cordobensis Burkart
- Clitoria pinnata (Pers.) R.H.Sm. & G.P.Lewis
- Clitoria pozuzoensis J.F.Macbr.
- Clitoria ternatea L.
- Clitoria velutina Standl.